# Florida Everblades
A Florida Everblades egy amerikai jégkorongcsapat a floridai Esteróban. A csapat 1998-as alapítása óta az ECHL-ben játszik, azon belül a keleti főcsoportnak a déli divíziójában. A klub a 7 181 férőhelyes Hertz Arenában játszik. A csapat partnerszerződésben áll a National Hockey League-ben szereplő Florida Panthers-zel, illetve az American Hockey League-ben szereplő Charlotte Checkers-zel. A csapat háromszor nyerte el a Kelly-kupát.

## Története
A csapatot 1998-ban alapították.

## Helyezések
Kelly-kupa: 2011-12, 2021-22, 2022-23